# Gran Premi de Malàisia
|  | Aquest article tracta sobre Fórmula 1. Si cerqueu informació sobre motociclisme, vegeu «Gran Premi de Malàisia de motociclisme». |

El Gran Premi de Malàisia és una prova puntuable pel campionat de Fórmula 1 que es disputa al Circuit de Sepang, a prop de Kuala Lumpur.

## Història
El Gran Premi de Malàisia es disputa des de l'any 1999 i sempre s'ha corregut al circuit de Sepang. Degut a la seva situació geogràfica, aquest circuit és molt variat climatològicament parlant, ja que en els G.P. disputats fins ara hi ha hagut un clima que va des de la calor seca, la humitat amb molta calor, fins a la turmenta tropical.
A partir de l'any 2001, el Gran Premi de Malàisia es disputa al començament de la temporada.

## Guanyadors del Gran Premi de Malàisia
| Temporada | Pilot                | Equip              | Circuit | Resultats |
| --------- | -------------------- | ------------------ | ------- | --------- |
| 2015      | Sebastian Vettel     | Ferrari            | Sepang  |           |
| 2014      | Lewis Hamilton       | Mercedes-Benz      | Sepang  | Resultats |
| 2013      | Sebastian Vettel     | Red Bull - Renault | Sepang  | Resultats |
| 2012      | Fernando Alonso      | Ferrari            | Sepang  | Resultats |
| 2011      | Sebastian Vettel     | Red Bull - Renault | Sepang  | Resultats |
| 2010      | Sebastian Vettel     | Red Bull - Renault | Sepang  | Resultats |
| 2009      | Jenson Button        | Brawn GP           | Sepang  | Resultats |
| 2008      | Kimi Räikkönen       | Ferrari            | Sepang  | Resultats |
| 2007      | Fernando Alonso      | McLaren            | Sepang  | Resultats |
| 2006      | Giancarlo Fisichella | Renault            | Sepang  | Resultats |
| 2005      | Fernando Alonso      | Renault            | Sepang  | Resultats |
| 2004      | Michael Schumacher   | Ferrari            | Sepang  | Resultats |
| 2003      | Kimi Räikkönen       | McLaren-Mercedes   | Sepang  | Resultats |
| 2002      | Ralf Schumacher      | Williams-BMW       | Sepang  | Resultats |
| 2001      | Michael Schumacher   | Ferrari            | Sepang  | Resultats |
| 2000      | Michael Schumacher   | Ferrari            | Sepang  | Resultats |
| 1999      | Eddie Irvine         | Ferrari            | Sepang  | Resultats |

## Altres
- Record de volta ràpida: Fernando Alonso, Renault, 1' 34. 803